# くれいじーぼいす
くれいじーぼいすは、日本の女性アイドルグループ、ライブアイドル。『Crossing Music』がプロデュースを行っている。2019年3月23日に、女性アイドルグループ『アイドキュレーション』のメンバー『星空うた』『澤崎柚希』の2名で『くれいじーぼいす』を結成。愛称は『くれいぼ』。レーベルは『Crossing Music』。2022年12月4日に、美担当メンバー『葉月美優』加入。『くれいじーぼいす with 美』の派生ユニットを得た。2023年11月18日に、派生ユニットは発展的解散されLobeliA(読み：ロベリア)として再結成された。
本ページでは『くれいじーぼいす』と、元派生ユニット『LobeliA』を合わせて取り扱う。

## くれいじーぼいす
ちょっと声の変わった2人 クレイジーなことをやっていきたい！！！可愛い声で破天荒なアニソン ユニット

### 経歴
2019年
- 3月23日 女性アイドルグループ『アイドキュレーション』[注釈 1]の派生ユニットとして結成。メンバーは、くれいじー担当『澤崎柚希』ぼいす担当『星空うた』の二人。リーダーは『星空うた』。同日、秋葉原キャンディーボックスにてお披露目ライブを開催した[3]。

2021年
- 9月25日 CD発売に先行して、オリジナル楽曲『くれどり』電子配信解禁[4][参照 1]。
- 10月23日 オリジナル楽曲『くれどり』CD発売[5]。

2022年
- 12月4日 美担当『葉月美優』を新メンバーに迎え、派生ユニット『くれいじーぼいす with 美』が誕生。以後の事は#LobeliA参照

2023年
- 11月18日 派生ユニット『くれいじーぼいす with 美』が発展的解散された。今後は『くれいじーぼいす』と新生『LobeliA』は並行して活動していく旨が公表された[1]。

### メンバー
| 名前      | よみ            | 誕生日  | 愛称     | カラー | 備考                                                                                    |
| --------- | --------------- | ------- | -------- | ------ | --------------------------------------------------------------------------------------- |
| 星空 うた | ほしぞら うた   | 8月19日 | うたさま | 水色   | くれいじーぼいすの、ぼいす担当。リーダー。 アニメーターとしても活躍する、ゲームオタク。 |
| 澤崎 柚希 | さわざき ゆずき | 7月16日 | ゆっきー | 緑色   | くれいじーぼいすの、くれいじー担当。ツッコミ。 声優としても活動する、ラーメン好き。     |

### ディスコグラフィー

#### シングル
| No. | 発売日         | タイトル | カップリング  | 販売会社       | 販売形態   | レーベル       | 商品コード | 備考  |
| --- | -------------- | -------- | ------------- | -------------- | ---------- | -------------- | ---------- | ----- |
| 01  | 2021年10月23日 | くれどり | くれどり inst | Crossing Music | CDシングル | Crossing Music |            | [ 5 ] |

#### 電子配信
| No. | 公開日        | タイトル | 配信先     | 備考  |
| --- | ------------- | -------- | ---------- | ----- |
| 01  | 2021年9月25日 | くれどり | [ 参照 1 ] | [ 4 ] |

#### オリジナル楽曲
- くれどり[5]

## LobeliA
コンセプト“毒性のある愛らしさと、それぞれの強い個性”
「A」には、全員がエースであるという意味も込められている。
チームカラーは「白」、ファンネームは「GardeneR」

### 経歴
くれいじーぼいす with 美 時代
2022年
- 12月4日 くれいじーぼいすに美担当『葉月美優』を新メンバーに迎え、派生ユニット『くれいじーぼいす with 美』が誕生。同日、事務所主催ライブ『GirlsCross!! Vol.19』（GOTANDA G+）にてお披露目ライブを開催[8]。

2023年
- 3月18日 くれいじーぼいす4周年記念として、初となるワンマンライブ（GOTANDA G3）を開催し[9]、オリジナル楽曲2曲を初披露した[10]。また同日、オリジナル楽曲『くれどり with 美』をCD発売した[参照 6][11]。
- 4月18日 オリジナル楽曲『くれどり with 美[注釈 3]』電子配信開始[12][参照 7]。
- 10月19日 クラウドファンディングを開始。目的は『新衣装作成のため』で、目標は『12/25までに30万円』[13][参照 2]。
- 10月31日 クラウドファンディング目標額を達成。新衣装（仕立品）の制作を開始。ストレッチゴール[注釈 4]が設定され継続された[14]。
- 11月18日 ワンマンライブ『くれいじーぼいすwith美ラストライブ ～解散ビジネスワンマン！そして新体制リニューアル～』（GOTANDA G3）が開催されて『くれいじーぼいす with 美』は発展的解散された[15]。

LobeliA 時代
- 同日 『LobeliA (ロベリア)』として再結成。新曲『Reason』がお披露目された[15]。
- 12月26日 クラウドファウンティングが終了。結果：達成率526% 1,579,00円 新衣装、新曲、配信リリース、シングルCDを獲得した[16][参照 8]

2024年
- 1月21日 LobeliA定期公演『Bloooming!!』が、東京都文京区『Zip Base KOMAGOME』にて開催された。毎月第3日曜日開催。ラジオ番組『RADIO CROSSING』の公開収録も併せて行われた[17]。
- 1月25日 レギュラーラジオ番組『RADIO CROSSING』（毎週第４木曜日、市川うららFM）が放送開始された[参照 9][17]。
- 5月26日 @JAM 2024 DAY2 ～SUPER LIVE～（Zeppダイバーシティ東京）にオープニングアクトとして出演を果たした[18] 。
- 12月1日 1stシングル『Unison』『Reson』が、公式HPで公開された[19]。

2025年
- 1月29日に、Crossing Music関連タレントによる複合型ユニット『charm chime』が始動。LobeliAメンバーのうち『星空うた』『葉月美優』が参加。詳細は#charm chime参照。
- 4月3日 デジタル音源『butterfly』が、公式HPで公開された[20]。

### メンバー
| 名前      | よみ            | 誕生日   | 愛称     | カラー | 備考                                                                    |
| --------- | --------------- | -------- | -------- | ------ | ----------------------------------------------------------------------- |
| 星空 うた | ほしぞら うた   | 8月19日  | うたさま | 水色   | くれいじーぼいすと兼任。かわいい担当                                    |
| 澤崎 柚希 | さわざき ゆずき | 7月16日  | ゆっきー | 緑色   | くれいじーぼいすと兼任。健康担当                                        |
| 葉月 美優 | はづき みゆ     | 10月29日 | みうみう | 桃色   | モデル、レースクイーンとしても活動する、毒舌。 セクシー担当（センター） |

### ディスコグラフィー

#### シングル
| No. | 発売日         | タイトル         | カップリング          | 販売会社       | 販売形態     | レーベル       | 商品コード | 備考   |
| --- | -------------- | ---------------- | --------------------- | -------------- | ------------ | -------------- | ---------- | ------ |
| 0   | 2023年3月18日  | くれどり with 美 | くれどり with 美 inst | Crossing Music | CDシングル   | Crossing Music |            | [ 11 ] |
| 01  | 2024年12月01日 | Reson            | Unison                | Crossing Music | デジタル音源 | Crossing Music |            | [ 19 ] |
| 02  | 2025年4月03日  | butterfly        | なし                  | Crossing Music | デジタル音源 | Crossing Music |            | [ 20 ] |

#### 電子配信（サブスク）
| No. | 公開日        | タイトル           | 配信先     | 備考   |
| --- | ------------- | ------------------ | ---------- | ------ |
| 01  | 2023年4月18日 | くれどり (美 ver.) | [ 参照 7 ] | [ 12 ] |

#### オリジナル楽曲
- くれどり with 美[11]
- 恋の1-2-3[10]
- Reason[15]
- Unison[10]
- butterfly[20]
- THREE[21]

### ラジオ
- RADIO CROSSING（毎週第４木曜日、市川うららFM）LoberiA初のレギュラー番組[参照 9]

### 衣装
- くれいじーぼいす衣装を踏襲したもの（既製品）[22]
- 黒ドクロをイメージしたもの（既製品）[23] 4周年記念ワンマンの動員特典品
- 白を基調にしたもの（仕立品）[1] クラウドファウンティング(2023年)達成品

### 主なライブ
- 2023年3月18日（東京都品川区 GOTANDA G3）部屋とYシャツとくれいぼと美 〜4周年記念ワンマン〜[9][10]
- 2023年11月18日（東京都品川区 GOTANDA G3）くれいじーぼいすwith美ラストライブ ～解散ビジネスワンマン！そして新体制リニューアル～[15]
- 2024年5月26日（東京都江東区 Zeppダイバーシティ東京）@JAM 2024 DAY2 オープニングアクトとして[18]

### 定期公演
- LobeliA定期公演『Bloooming!!』（2024年1月22日 - 毎月第3日曜日、東京都文京区 Zip Base KOMAGOME）ラジオ番組『RADIO CROSSING』公開収録を含む[17]

### 写真集
(注)メンバー全員が掲載されているものに限る
- 【デジタル写真集／フォトブック】いろどる～桜2024～（2024年6月13日、Kindle）[24]
- 【フォトブック】2024年葉月美優生誕祭 LobeliA ユニットver.（2024年11月22日、Crossing Music Store）[25]

## 関連
- 渡邉沙志
- 葉月美優
- ripple link
- 瀬名みのり
- 萬海歌
- TalkieTokyo
- アイドキュレーション - 復刻サイト
- idocuration - 公式Youtube
- ココロニトライアド. - 公式Youtube